# Воскресенское (Дубенский район)
Воскресенское — село в Дубенском районе Тульской области России.
В рамках административно-территориального устройства является центром Воскресенского сельского округа Дубенского района, в рамках организации местного самоуправления — административный центр Воскресенского сельского поселения.

## Название
Первоначально известно как село Тесницкое, но позже по названию церкви стало называться Воскресенским.

## География
Расположено на автотрассе Р139 Тула-Одоев. Возле села протекает река Упа, в которую сбрасывает свои отходы расположенный в селе спиртзавод.

## История
Первое упоминание — в 1777 году. Земли в округе находились во владении князей Урусовых.
После отмены крепостного права в 1861 году село стало бурно развиваться. В селе насчитывалось 370 домов.
Имением владел князь Л. Д. Урусов и в 1864 году подарил его Николаю Сергеевичу Мальцову (Л. Д. Урусов был женат на Марии Сергеевне Мальцовой сестре Николая Сергеевича). Николай Сергеевич активно занимался улучшением ведения хозяйства в Воскресенском. Пригласил хорошего управляющего, агронома-садовника, насадил липовый парк, построил дом-дворец (в советское время в нём размещался детский дом, а потом школа). На хороших землях стал получать неплохие урожаи ржи и картофеля. Наконец, в 1897 вошёл в строй винокуренный завод. Крупный рогатый скот и свиньи стали откармливаться бардой с этого завода, сочным клевером и тимофеевкой под присмотром агронома. Зерно и картошка не гнили — их перерабатывал винокуренный завод. Из курских и крымских имений Мальцов привозил фрукты и ягоды, на основе которых винокуренный завод выпускал великолепные настойки.
С началом февральской революции Н. С. Мальцов эмигрировал во Францию. Имущество Н. С. Мальцова перешло в «Комитет бедноты» и стало собственностью государства. В доме-дворце разместилась сельская управа, а затем семилетняя школа. С 1927 года здание было передано под детский приют.
В годы Великой Отечественной войны детский приют был эвакуирован на Урал. В 1952 году детский дом был переведён в Сухаревку, а здание передано Воскресенскому школе-интернату. С 1970-х годов здание передано школе.
В 1986 году объединены как фактически слившиеся населённые пункты: с. Воскресенское, п. Пищевик, п. Первомайский, дер. Дьяково Воскресенского сельсовета в один населенный пункт, с присвоением ему наименования — с. Воскресенское

## Население
| 2002 | 2010  |
| ---- | ----- |
| 2454 | ↗2573 |

## Инфраструктура
Личное подсобное хозяйство с зоной сельскохозяйственного использования, индивидуальная застройка усадебного типа.
Администрация Воскресенского муниципального образования. Воскресенская средняя общеобразовательная школа. Дом культуры

## Достопримечательности
Дом Урусовых-Мальцовых. Барская усадьба помещика Мальцова (1909 год), в здании которой действовал музей. Однако в ноябре 2010 года в усадьбе произошёл пожар, в результате от большей части здания остались только стены. Также после пожара обнаружились скрытые ранее элементы архитектуры здания (замурованные дверные проемы, арки и т. д.). Музей теперь находится в здании школы.
Первоначально в селе Воскресенском действовал деревянный храм, однако в 1823 году он сгорел. Новый храм во имя обновления храма Воскресения Христова был построен из камня в 1825 году и сохранился до сих пор (на реставрации).

## Транспорт
Остановка общественного транспорта «Воскресенское».